# Ja'akov Šimšon Šapira
Ja'akov Šimšon Šapira (hebrejsky: יעקב שמשון שפירא, žil 11. dubna 1902 – 14. listopadu 1993) byl izraelský právník a politik. V letech 1948 až 1950 byl prvním izraelským Generálním prokurátorem a v 60. a 70. letech byl ve dvou funkčních obdobích ministrem spravedlnosti.

## Biografie
Narodil se v Jelizavetgradu v Ruském impériu (dnešní Kropyvnyckyj, Ukrajina). Studoval na ješivě a posléze vystudoval medicínu na univerzitě v Charkově. Byl aktivní v sionistickém socialistickém hnutí a za své aktivity byl v letech 1923 až 1924 vězněn. Po svém propuštění podnikl aliju do britské mandátní Palestiny, kde v Petach Tikvě pracoval jako sadař, a kde vstoupil do skupiny „Vítězství pracujících.“ Byl jedním ze zakladatelů kibucu Giv'at ha-Šloša. Působil rovněž jako tajemník strany Achdut ha-Avoda v Jeruzalémě a člen jeruzalémské rady pracujících.
Vystudoval právo na Hebrejské univerzitě v Jeruzalémě a stal se certifikovaným právníkem. V roce 1934 se přestěhoval do Haify, kde si otevřel právnickou kancelář, kterou provozoval až do roku 1948. Před britskou mandátní správou mimo jiné zastupoval Haganu a další skupiny. Po založení Izraele se stal generálním ředitelem na ministerstvu spravedlnosti a v letech 1948 až 1950 prvním Generálním prokurátorem.
Ve volbách v roce 1951 byl zvolen poslancem za stranu Mapaj a během svého funkčního období byl členem parlamentního výboru práva a spravedlnosti, ústavního výboru a výboru pro bydlení. Během třetího Knesetu byl předsedou poslaneckého klubu Mapaje. V roce 1955 rezignoval na svůj poslanecký mandát po obviněních, že jeho angažovanost v naftařském obchodním prostředí není patřičná pro zástupce strany pracujících. V letech 1966 až 1973 (až na krátké období v roce 1972, kdy byl nahrazen Goldou Meirovou) byl ministrem spravedlnosti. Ve volbách v roce 1969 byl zvolen poslancem Knesetu za stranu Ma'arach (následovnici Mapaje) a opět působil v řadě parlamentních výborů. Jako ministr spravedlnosti se po šestidenní válce postavil proti anexi východního Jeruzaléma. Po jomkipurské válce v roce 1973 rezignoval na svůj vládní post poté, co nebyl vyslyšen jeho požadavek na odvolání Moše Dajana z postu ministra obrany.